# Congreso Nacional del Medioambiente
El Congreso Nacional del Medio Ambiente o el “Conama”, como es popularmente conocido, es el principal congreso ambiental en España con más de 7.000 participantes y una red de más de 400 instituciones colaboradoras, entre las que hay empresas, administraciones, universidades, centros tecnológicos y entidades del tercer sector. Se creó en 1992, pero a partir del 2004 su organización la lleva a cabo la Fundación Conama, quién también se encarga del Encuentro de Pueblos y Ciudades por la Sostenibilidad (Conama Local) y el Encuentro Iberoamericano sobre Desarrollo Sostenible (EIMA).
El congreso es un proceso participativo que se desarrolla durante todo el año previo, promoviendo redes y analizando temas de relevancia para el sector, fomentando el estudio de problemas ambientales y conectando sectores distintos. El congreso también permite abordar debates y tendencias de actualidad, buscar fórmulas que potencien el tejido productivo y ayudar a la internacionalización de las empresas españolas.

## Historia

### Primera etapa: 1992-2004
Siguiendo la estela de la Cumbre de la Tierra celebrada en Río de Janeiro en 1992, que supuso un antes y un después en la forma de abordar los temas medioambientales, un grupo de profesionales, encabezados por Gonzalo Echagüe Méndez de Vigo y Alberto Fraguas Herrero, pusieron en marcha el Congreso Nacional del Medio Ambiente desde los Colegios Oficiales de Físicos y Biólogos Archivado el 2 de febrero de 2022 en Wayback Machine.. Se trataba de trasladar el debate de esa Cumbre de la Tierra a la sociedad española. Aquel primer congreso reunió, con el lema de ‘Al encuentro de soluciones’, a más de trescientos expertos e interesados en el medio ambiente y fue clausurado por la Reina Sofía.
En 1994 toma un nuevo impulso: al Colegio de Físicos se suman a la organización APROAM (Asociación de Profesionales del Medio Ambiente) y Unión Profesional (el Instituto de la Ingeniería de España lo haría en 1996). El Congreso se consolida de la mano de esos profesionales del medio ambiente que para cada edición logran una mayor participación de entidades, empresas y administraciones ampliando su capacidad de aportar conocimiento y experiencias en los temas ambientales. El Congreso Nacional del Medio Ambiente se convierte en la gran cita bienal del sector ambiental en España.
Cuando la envergadura del proyecto adquiere una dimensión que lo convierte en una entidad con necesidades propias, el Colegio de Físicos y varios miembros del Comité Organizador del Congreso crean la Fundación Conama, bajo el protectorado del Ministerio de Medio Ambiente. Su objetivo no es otro que recoger el testigo en la organización del Congreso Nacional del Medio Ambiente, de cuyas siglas toma el nombre. Como broche de esta etapa que propició la creación de la Fundación se publica en 2002 el informe ‘El desarrollo sostenible en España. Análisis de los Profesionales’. Aquel año, la VI edición había logrado la participación de 2.400 congresistas a los que hay que habría que sumar visitantes y estudiantes invitados.

### Segunda etapa: 2004-2014
En 2004 la Fundación Conama toma el relevo de la organización del Congreso Nacional del Medio Ambiente. Ese es su fin, contribuir a través de la creación de espacios de diálogo y participación al desarrollo sostenible tanto en España como en Iberoamérica. Se amplía la convocatoria y el foco, que pasa de los temas ambientales a incorporar los aspectos sociales y económicos en una concepción amplia de lo que es la sostenibilidad.
El Congreso Nacional de Medio Ambiente sigue creciendo en número de asistentes y actividades lo que lleva a dar el salto al Palacio Municipal de Congresos donde puede dar cabida a los 10.000 asistentes de la edición de 2006 que adopta como lema lo que ya es una realidad desde hace años: ‘Cumbre del desarrollo sostenible'. Los lemas de cada edición reflejan las principales preocupaciones de cada momento: ‘El reto es actuar’, ‘Ahora más que nunca’, ‘Reinventémonos’.
La Fundación no se limita a la organización del evento bienal sino que promueve la elaboración de informes con la colaboración de destacados expertos como la colección sobre ‘Cambio Global España 2020-2050’ que se presenta en 2008, promueve la difusión de manifiestos como el ‘Preocupa que no preocupe’ de 2006 o 'Ahora más que nunca' presentado por más de 100 organizaciones en la inauguración del Conama 2008, intensifica las publicaciones e interacciona con numerosas entidades.
En esta década cobra mayor importancia el Encuentro Iberoamericano de Desarrollo Sostenible (EIMA), espacio coorganizado con entidades de España y otros países iberoamericanos. Se trata de buscar sinergias a ambos lados del Atlántico, siempre en clave de sostenibilidad. La organización también se ocupa de una tercera línea de congresos dedicados específicamente al ámbito más cercano, el Encuentro de Pueblos y Ciudades por la Sostenibilidad, también conocido como el Conama Local.

### Tercera etapa: 2016-2022
En estos últimos años, los lemas del Congreso Nacional de Medioambiente han sido: ‘La respuesta es Verde’(2016) y ‘Rumbo 20.30’(2018). Posteriormente, la XV edición del Congreso Nacional de Medioambiente, prevista para el año 2020 sufrió retrasos debido a la pandemia de la COVID-19 y se desarrolló entre el 31 de mayo y el 3 de junio de 2021 bajo estrictas medidas sanitarias y de aforo. Su lema fue "La Recuperación que Queremos". La siguiente edición está prevista para noviembre de 2022.

## Los ejes del Congreso
El Congreso Nacional del Medioambiente está formado por nueve ejes temáticos sobre los que debaten los expertos en cada edición. Estos son: Energía, eficiencia y cambio climático; movilidad; renovación urbana; desarrollo rural; biodiversidad; agua; calidad ambiental y salud; residuos; y economía y sociedad.